# Zadnja večerja (Tintoretto)
Zadnja večerja je slika italijanskega renesančnega umetnika Jacopa Tintoretta. Oljna slika na platnu, ki je bila naslikana v letih 1592–1594, je v baziliki San Giorgio Maggiore v Benetkah v Italiji.

## Opis
Tintoretto je v svoji umetniški karieri večkrat upodobil Zadnjo večerjo. Njegove zgodnejše slike za Chiesa di San Marcuola (1547) in za Chiesa di San Felice (1559) prikazujejo prizor s čelne perspektive, figure pa sedijo ob mizi, vzporedni s slikovno ravnino. To sledi dogovoru, ki je bil opažen na večini slik zadnje večerje, med katerimi je morda najbolj znan primer poslikava Leonarda da Vincija  (Zadnja večerja (Leonardo da Vinci)) iz poznih 1490-ih v Milanu.
Tintorettova slika 1592–1594, delo njegovih zadnjih let, drastično odstopa od te kompozicijske formule. Središče scene ne zasedajo apostoli, temveč sekundarni liki, na primer ženska, ki nosi posodo in služabniki, ki jemljejo posodo z mize. Miza, za katero sedijo apostoli, se po strmi diagonali umika v vesolje. Poleg tega ima Tintorettova slika bolj osebno uporabo svetlobe, ki se zdi, da prihaja v nejasnost tako zaradi svetlobe na stropu kot tudi od Jezusove avreole. Množica angelov lebdi nad prizoriščem.
Tintorettova Zadnja večerja uporablja manieristične pripomočke, predvsem njeno zapleteno in radikalno asimetrično sestavo. S svojo dinamičnostjo in poudarkom na quotidianu - postavitev je podobna beneški gostilni - slika kaže pot proti baroka. »Sposobnost te dramatične scene, da pritegne gledalce, je bila v skladu s protireformacijskimi ideali in verovanjem Katoliške cerkve v didaktično naravo verske umetnosti.«